# 民間放送教育協会
公益財団法人民間放送教育協会（みんかんほうそうきょういくきょうかい）は、1967年6月10日に文部省（現・文部科学省）の認可を得て設立された教育番組の制作及び番組供給事業を実施する公益法人。略称は民教協（みんきょうきょう）。当時の日本教育テレビ（NET、現・テレビ朝日）・文化放送が中心となって、系列局の枠組みにとらわれずに、各地の民間放送局が協力して、テレビ・ラジオ番組の制作に参加、そして番組供給に協力している。NETにおける学校放送の終了後、民教協が製作する番組は原則として加盟局（一部加盟局除く）が持ち回りで制作を担当している。

## 概要
もともとは、日本教育テレビ（以降、NET）が開局直後から1974年4月改編まで行っていた学校放送のネットワークが始まりである。

多くの地方民間放送局は放送する番組が無いため、休止としていた時間帯（サスプロ）を埋めることと、公共的な電波の利用から、NETの学校放送を午前中に放送した。当時は全国的に民放テレビ局が一局しかない地域がほとんどであったため、各県の第一波の局（アナログテレビ放送の親局がVHF局で、多くの場合はラジオ放送も行っている放送局）がネット局となった。ただしこれはあくまでも学校放送限定のネットワークである。

1960年代半ばには、余り教育現場では利用されず、かつ採算面も芳しくなかった学校放送の全国ネットは縮小されたが、代わりに発足したものがこの民教協である。このため、会員である放送局の多くは、当時のネット加盟局がそのままになった。当時のNETが大都市圏以外にフルネットの系列局をほとんど持っていなかったという事情もあるが、かくして現在のテレビ朝日のネットワーク（ニュースはANN、民教協以外の一般番組はテレビ朝日ネットワーク。これ以降はANN加盟局と称する）を構成する放送局と民教協の加盟局が当初まったく異なる結果となり、その後に変更はあったものの、現在フルネットのANN加盟局で民教協にも加盟している局は、3大広域圏の3局しかない。

その3大広域圏のANN加盟局でも、名古屋テレビ放送（メ〜テレ）はANN単独加盟局になった翌年の1974年に中部日本放送（CBC）から移行する形で、また、朝日放送（ABC、現・朝日放送グループホールディングス）は毎日放送とのネットチェンジからかなり後年（1993年）に移行したが、近畿圏ではクッション期間として、1992年に地上独立放送局であるサンテレビジョン・京都放送・テレビ和歌山とラジオ単営局のラジオ関西・和歌山放送が放送していた時期がある。

一方で、中京広域圏ではラジオ兼営局のCBCからテレビ単営のメ〜テレに移行したためラジオ部門の加盟局がなくなり、東海ラジオ放送が番組販売形式で文化放送発の民教協番組を供給されることになった。また、近畿広域圏のABCでも2018年4月1日の放送持株会社移行時にラテ兼営局から分社化しテレビ単営局の朝日放送テレビ（ABCテレビ）に加盟局が移行したため、ラジオ単営局になり加盟局から除外され非加盟となった朝日放送ラジオ（ABCラジオ）も東海ラジオ同様番組販売形式で供給されることになった。ただし、立ち位置としては同一企業の兄弟会社のため事実上のラテ兼営である（後述の加盟局一覧にあるラテ兼営枠に※印を付加）。しかし、ABCが移行した後は後述の九州朝日放送（ラテ兼営局で民教協非加盟局）を除く他のANNフルネット加盟局がすべてテレビ単営であるという事情もあり、加盟局の変更は行われなかった一方、逆にNNN/NNSとのクロスネットでANNに加盟していた民教協加盟局が、ANNフルネットの平成新局の開局でANNを離脱した例もみられた。

なお、九州朝日放送はテレビ朝日系単独となった後も、民教協には加盟していない。これは、民教協設立前の1961年に、九州朝日放送および当時同局の経営に関与していた産業経済新聞社・ニッポン放送・フジテレビジョン（後のフジサンケイグループ）が、NETと学校放送の内容改善を巡り対立し、学校放送をRKB毎日放送に移行させた歴史的経緯によるものである。

また、北海道では準教育局として開局した札幌テレビ放送（STV）がNETとネットワークを結び学校放送を放送していたが、学校放送と一般番組を抱き合わせにしてのネット拡大に動いたNETの方針にSTVが反発。1962年以降、NETの番組は学校放送も含め北海道放送（HBC）へ移行された。1968年にNET系フルネット局・北海道テレビ放送が開局したが、民教協加盟局の移動は行われず、引き続きHBCが加盟している。
この他、BS朝日でも民教協の番組を放送している。過去にはCS放送のテレ朝チャンネルと朝日ニュースター（後のテレ朝チャンネル1・2）でも民教協の番組を放送していた。また、過去に放送された番組はTOKYO MXで番組販売の形で放送されることもある。
民教協企画制作のテレビレギュラー番組は、『発見!人間力』（以前の『親の目・子の目』→『いきいき!夢キラリ』）を始めとする"文部科学省枠"と、『生きる×2』、『子育てスペシャル』『民教協スペシャル』の民教協の独自企画枠がある（かつては『ズームUP』などの“日本経済教育センター枠”も存在した）。

これとは別に、ラジオの特別番組も文化放送からの送り出しという形で年に数本制作しているものの、ラジオでのレギュラー番組に関しては過去に放送していたものも含め、存在しない。その文化放送も設立当初からラジオ単営局として唯一正式加盟していたが、上記レギュラー番組に関する理由などから、2020年頃に日本放送協会（NHK）の子会社で、テレビ朝日ホールディングスも資本参加している日本国際放送の賛助会員での参加と入れ替わりで、加盟局から外され非加盟となった。しかし、文化放送の歴史的経緯と出資の関係から現有加盟局のテレビ朝日が関東広域圏テレビ単営局のため、特例の番組販売扱いとラジオ放送部門のキー局扱いの措置で参加を継続している。

### 事業仕分けと新法人移行
2010年5月の事業仕分けにおいて、番組制作費への国費投入が廃止されることが決定した。その後、2011年4月改編で『発見!人間力』がリニューアルし、『学びEye!』がスタート。番組終了の2013年4月より『日本!食紀行』をスタートさせたが、2015年3月を以て放送を終了。2015年4月より"文部科学省・中小企業基盤整備機構枠"となり、「日本のチカラ」を放送中である。

その後民教協は公益法人制度改革により、2012年4月1日付で内閣府の認定を受けて公益財団法人に移行する。旧法法人最後の会長だった作家の三浦朱門が、そのまま新財団の初代会長（理事長）となった。
2023年現在、ノンフィクション作家の吉永みち子が会長を務めている。

## 主な制作番組
- 日本のチカラ（2015年4月 - ）
- 民教協スペシャル - 毎年2月11日に放送。

過去に放送された番組
- 親の目・子の目（1971年4月 - 2004年3月）
- 神津善行の悠遊トーク（1990年4月 - 1992年3月）
- ともに生きる世界（1992年4月 - 1994年3月）
- 街だより・人だより（1994年4月 - 1996年3月）
- 生きる×2（2003年4月 - 2009年12月）
- いきいき!夢キラリ（2004年4月 - 2008年3月）
- 子育てスペシャル（2005年 - 2009年） - 毎年1月に放送。
- 発見!人間力（2008年4月 - 2011年2月）
- 学びEye!（2011年4月 - 2013年2月）
- 日本!食紀行（2013年4月 - 2015年3月）
- お茶の間セミナー
- 人生セミナー
- ズームUP
- 情報バザール
- かしこい消費者
- あしたば

## 加盟局

### 現在の加盟局
| エリア        | 放送局                   | テレビ系列    | ラ テ 兼 営 | 備考 |
| ------------- | ------------------------ | ------------- | ----------- | --- |
| 北海道        | 北海道放送（HBC）        | JNN           | ●           | |
| 青森県        | 青森放送（RAB）          | NNN/NNS       | ●           | |
| 岩手県        | IBC岩手放送（IBC）       | JNN           | ●           | |
| 宮城県        | 東北放送（TBC）          | JNN           | ●           | |
| 秋田県        | 秋田放送（ABS）          | NNN/NNS       | ●           | |
| 山形県        | 山形放送（YBC）          | NNN/NNS       | ●           | |
| 福島県        | 福島テレビ（FTV）        | FNN/FNS       | -           | 1983年3月まではJNN系列。                                                                                              |
| 関東広域圏    | テレビ朝日（EX）         | ANN           | -           | テレビ部門のキー局。 旧社名：日本教育テレビ（NETテレビ）→全国朝日放送（ANB）                                          |
| 新潟県        | 新潟放送（BSN）          | JNN           | ●           | |
| 長野県        | 信越放送（SBC）          | JNN           | ●           | |
| 山梨県        | 山梨放送（YBS）          | NNN/NNS       | ●           | |
| 静岡県        | 静岡放送（SBS）          | JNN           | ●           | |
| 富山県        | 北日本放送（KNB）        | NNN/NNS       | ●           | |
| 石川県        | 北陸放送（MRO）          | JNN           | ●           | |
| 福井県        | 福井放送（FBC）          | NNN/NNS ・ANN | ●           | |
| 中京広域圏    | 名古屋テレビ（NBN）      | ANN           | -           | 愛称：メ〜テレ。 1974年4月1日加盟。 1973年3月まではNNN/NNSとのクロスネット局。                                        |
| 近畿広域圏    | 朝日放送テレビ（ABC TV） | ANN           | ※           | 2018年4月1日加盟。 ラテ分社化後は事実上のラテ兼営。                                                                   |
| 鳥取県        | 日本海テレビ（NKT）      | NNN/NNS       | -           | 本社はいずれも鳥取県（日本海テレビが鳥取市、山陰放送が米子市）。 1972年9月の山陰地区テレビ相互乗り入れ後も2局で放送。 |
| 島根県        | 山陰放送（BSS）          | JNN           | ●           | 本社はいずれも鳥取県（日本海テレビが鳥取市、山陰放送が米子市）。 1972年9月の山陰地区テレビ相互乗り入れ後も2局で放送。 |
| 広島県        | 中国放送（RCC）          | JNN           | ●           | |
| 山口県        | 山口放送（KRY）          | NNN/NNS       | ●           | |
| 徳島県        | 四国放送（JRT）          | NNN/NNS       | ●           | |
| 香川県 岡山県 | 西日本放送（RNC）        | NNN/NNS       | ●           | 1979年4月の岡山県へのテレビ乗り入れにより岡山県でテレビ放送開始。 ラジオは香川県のみの県域放送。                      |
| 愛媛県        | 南海放送（RNB）          | NNN/NNS       | ●           | |
| 高知県        | 高知放送（RKC）          | NNN/NNS       | ●           | |
| 福岡県        | RKB毎日放送（RKB）       | JNN           | ●           | |
| 佐賀県        | RKB毎日放送（RKB）       | JNN           | ●           | テレビはRKB毎日放送が、ラジオは長崎放送佐賀放送局（NBCラジオ佐賀）がそれぞれ対象エリア。                              |
| 長崎県        | 長崎放送（NBC）          | JNN           | ●           | |
| 熊本県        | 熊本放送（RKK）          | JNN           | ●           | |
| 大分県        | 大分放送（OBS）          | JNN           | ●           | |
| 宮崎県        | 宮崎放送（MRT）          | JNN           | ●           | |
| 鹿児島県      | 南日本放送（MBC）        | JNN           | ●           | |
| 沖縄県        | 沖縄テレビ（OTV）        | FNN/FNS       | -           | 沖縄テレビが単独加盟後、2002年4月に琉球放送が加盟。                                                                   |
| 沖縄県        | 琉球放送（RBC）          | JNN           | ●           | 沖縄テレビが単独加盟後、2002年4月に琉球放送が加盟。                                                                   |

### 過去の加盟局
特記のない限り設立時から加盟、ラテ兼営は加盟当時。
| エリア     | 放送局                | テレビ系列 | ラ テ 兼 営 | 備考 |
| ---------- | --------------------- | ---------- | ----------- | --- |
| 関東広域圏 | 文化放送（QR）        | -          | -           | ラジオネットワークはNRN加盟局。 ラジオ部門のキー局。 設立当初からラジオ単営局唯一の加盟局だった。 2020年頃に脱退。                          |
| 中京広域圏 | 中部日本放送（CBC）   | JNN        | ●           | 当時ラテ兼営局。 現・テレビ局はCBCテレビ、ラジオ局はCBCラジオ、 中京地区のネット整理後の1974年3月に脱退。                                   |
| 近畿広域圏 | 毎日放送（MBS）       | JNN        | ●           | 当時ラテ兼営局、 1975年3月30日まではANNに加盟していた。 1992年3月に脱退。 現在はラテ分社化（テレビ局は毎日放送のまま、ラジオ局はMBSラジオ） |
| 近畿広域圏 | （旧）朝日放送（ABC） | ANN        | ●           | 当時ラテ兼営局。 加盟時期は1993年4月 - 2018年3月。 放送持株会社の移行ならびにラテ分社化により脱退。                                         |

## 賛助会員
- 日本国際放送

## 民教協スペシャル
毎年2月11日の建国記念の日（但し､2月11日が日曜日の場合は振替休日の12日）に、『民教協スペシャル』という特別番組を放送。加盟局が提出した企画書を外部審査委員が選考し、制作作品を決定。決定後は企画書を提出した加盟局が番組を制作、放送している。一部地域では編成の関係で先行放送もしくは遅れネットとなる場合もある。また、制作局がローカル枠で再放送する場合もある。なお、テレビ朝日系列の番組改編の関係で例としてテレビ朝日では2015年には、2月14日（3日遅れ）に放送された。
本放送は、放送時間にかかわらず原則としてネットワークセールス扱いで全局同一スポンサーとなるため、テレビ朝日が提供クレジット入りで送り出している。
ただし、2025年の福島テレビ・沖縄テレビでの放送分については、中居正広・フジテレビ問題の影響により、本番組においてもこの2局を含む同系列局に対して提供クレジットを自粛、またはスポンサードやCM放映を自粛している企業・団体がスポンサーに含まれていたことから、この2局に限り事前に提供クレジットの無い番組素材の提供を受け、各局で当該企業を省いた提供クレジットとアナウンスを送り出した上で、CMについても当該企業分はACジャパンへの差し替え、または提供クレジット自粛の上でのパーティシペーション扱いでの放映とする措置が取られた。

### 放送リスト
| 回数   | 放送年 | タイトル                                                            | 制作局       | 受賞歴 |
| ------ | ------ | ------------------------------------------------------------------- | ------------ | --- |
| 第1回  | 1986年 | 祖国へのはるかな旅〜ある中国残留孤児の帰国〜                        | 山口放送     | |
| 第2回  | 1987年 | 最後の風景〜青函連絡船〜                                            | 青森放送     | |
| 第3回  | 1988年 | 北からの黒船〜日本近代造船の夜明け〜                                | 静岡放送     | |
| 第4回  | 1989年 | ミズリー艦上の孤独〜紙面に映す日米戦争〜                            | RKB毎日放送  | |
| 第5回  | 1990年 | シャッターが切れなかった2年間〜あるイタリア人の昭和〜               | 名古屋テレビ | |
| 第6回  | 1991年 | 女が描く女の肖像〜日本・ポーランド〜                                | 北海道放送   | |
| 第7回  | 1992年 | 南緯8度のふれあい旅〜中3少女インドネシアを行く〜                    | テレビ朝日   | |
| 第8回  | 1993年 | 教室の中から見たニッポン〜日米の教育現場から〜                      | 静岡放送     | |
| 第9回  | 1994年 | レイコ・心の旅路〜日本の父に会いたい〜                              | 山形放送     | |
| 第10回 | 1995年 | 賢治先生 樺太を行く                                                 | IBC岩手放送  | |
| 第11回 | 1996年 | 20世紀大サーカス〜サワダファミリー・国境のない旅〜                  | 東北放送     | |
| 第12回 | 1997年 | 12歳が描いた20世紀〜ある小学校に残された1万枚の絵〜                 | 北日本放送   | 民間放送連盟賞 テレビ教養部門最優秀賞 第24回放送文化基金賞 企画・制作賞 第35回ギャラクシー賞 選奨 第18回「地方の時代」映画祭 優秀賞 第6回放作協中部テレビ選奨 優秀賞 |
| 第13回 | 1998年 | 学校へ行きたい〜無着成恭の50年〜                                    | 山形放送     | |
| 第14回 | 1999年 | 記者たちの水俣病                                                    | 熊本放送     | 民間放送連盟賞テレビ報道番組部門最優秀賞 第37回ギャラクシー賞選奨 「地方の時代賞」優秀賞                                                                             |
| 第15回 | 2000年 | 娘三味線へんろ旅〜1400キロ、心を探す道〜                            | 南海放送     | 第27回放送文化基金賞 テレビエンターティメント部門 番組賞 第27回放送文化基金賞 テレビエンターティメント部門 出演者賞                                                  |
| 第16回 | 2001年 | 散居村〜1haのユートピア〜                                           | 北日本放送   | 第10回放作協中部テレビ選奨 日本放送作家協会賞 |
| 第17回 | 2002年 | いのちと向きあう〜皆の宗 高橋住職の挑戦〜                           | 信越放送     | 第40回ギャラクシー賞 奨励賞 |
| 第18回 | 2003年 | 流転〜追放の高麗人と日本のメロディー〜                              | 熊本放送     | 第41回ギャラクシー賞 奨励賞 第30回放送文化基金賞 テレビドキュメンタリー番組賞 第24回 「地方の時代」映像祭 優秀賞                                                     |
| 第19回 | 2004年 | 残された妻たちの手記「あなた また戦争ですよ」                       | 山形放送     | 第42回ギャラクシー賞奨励賞 「放送人の会」グランプリ 第25回「地方の時代」映像賞 審査委員推賞 第59回 文化庁芸術祭 テレビ部門放送個人賞                                 |
| 第20回 | 2006年 | 戦争を笑え〜命ぬ御祝辞さびら!沖縄・伝説の芸人ブーテン               | 沖縄テレビ   | 第42回ギャラクシー賞 奨励賞 第32回放送文化基金賞 テレビドキュメンタリー番組賞 第32回放送文化基金賞 番組部門（個別分野）「企画・制作賞」                              |
| 第21回 | 2007年 | 正倉院の調べは遥か雲南の谷に〜西南シルクロード雅楽の旅              | メ〜テレ     | |
| 第22回 | 2008年 | 失くした二つのリンゴ〜日本と中国のはざまで 長谷川テルが遺したもの〜 | 中国放送     | |
| 第23回 | 2009年 | 月が出たでた〜お月さんたちの炭坑節〜                                | 熊本放送     | |
| 第24回 | 2010年 | 少年たちは戦場へ送られた                                            | 信越放送     | |
| 第25回 | 2011年 | 母の衣に抱かれて 津軽 袰月ものがたり                                | 青森放送     | |
| 第26回 | 2012年 | 生きることを選んで                                                  | 山陰放送     | |
| 第27回 | 2013年 | キ・ボ・ウ〜全村避難 福島県飯舘村二年の記録〜                       | 福島テレビ   | |
| 第28回 | 2014年 | 嗣治からの手紙 〜画家はなぜ戦争を描いたのか〜                       | RKB毎日放送  | |
| 第29回 | 2015年 | 英雄の妻 敦子〜激動の日中関係を生きた女の人生〜                     | メ〜テレ     | |
| 第30回 | 2016年 | しあわせ食堂〜笑顔と孤独と優しさと〜                                | 青森放送     | |
| 第31回 | 2017年 | 祖父の日記〜時を超え 家族に伝える戦争の真実〜                       | 熊本放送     | |
| 第32回 | 2018年 | 決壊〜祖父が見た満州の夢〜                                          | 信越放送     | |
| 第33回 | 2019年 | 想画と綴り方〜戦争が奪った 子どもたちの"心"〜                       | 山形放送     | |
| 第34回 | 2020年 | サンマ デモクラシー                                                 | 沖縄テレビ   | 2021年7月に長尺版映画として公開。 地方の時代映像祭 放送局部門優秀賞                                                                                                  |
| 第35回 | 2021年 | おひさま家族〜りんくん一家10年の記録〜                              | 静岡放送     | 同年5月に再放送時には『おひさま家族〜りんくん一家の17年〜』と改題。 2021年日本民間放送連盟賞 テレビ部門 準グランプリ受賞                                             |
| 第36回 | 2022年 | ハマのドン“最後の闘い” ─博打は許さない─                             | テレビ朝日   | テレメンタリー2021「ハマのドン"仁義なき闘い"」で放送したものを再構成。 テレメンタリー版は2021年度テレメンタリー最優秀受賞                                            |
| 第37回 | 2023年 | 私の中のかけらたち ～虐待を生きる22歳～                             | 信越放送     | |
| 第38回 | 2024年 | 君たちと見たもの ～全盲先生･･･魂の記録～                            | テレビ朝日   | |
| 第39回 | 2025年 | 時給10円という現実 ～消えゆく農民～                                 | 山形放送     | 第62回ギャラクシー賞 奨励賞 |

## 子育てスペシャル
- 第1回「おしゃべり咲綺姉ちゃん「音の日記」」（2005年、静岡放送）
- 第2回「おいしいね！〜食育を考える〜」（2006年、信越放送）
※第43回ギャラクシー賞 奨励賞
- 第3回「不登校「ほたっちょけ」元総長のふれ愛義塾」（2007年、RKB毎日放送）
- 第4回「「ネグレクト」、それから 〜一人じゃないよ！子育て支援ネット〜」（2008年、メ〜テレ）
- 第5回「福太郎！〜寺町の大きな家族〜」（2009年、信越放送）